# 彼得·列別捷夫
彼得·尼古拉耶維奇·列別捷夫（俄语：Пётр Николаевич Лебедев，羅馬化：Pyotr Nikolaevich Lebedev，1866年3月8日—1912年3月14日），俄羅斯物理學家。他的名字有時候轉寫為「Peter Lebedew」或「Peter Lebedev」

## 生平
列別捷夫生於莫斯科，在1887到1891年間在受德國統治的斯特拉斯堡跟隨物理學家奧古斯特·孔特進行研究，並獲得斯特拉斯堡大学博士學位。1891年列別捷夫進入莫斯科國立大學亚历山大·斯托列托夫的團隊進行研究。列別捷夫以進行電磁波研究而聞名。1899年列別捷夫成為在固體上量測到輻射壓的世界第一人。這項發現於1900年在巴黎舉辦的世界物理學大會上被公布，這是馬克士威電磁理論第一個定量的確認。1901年列別捷夫成為莫斯科國立大學教授，但在1911年因為抗議俄羅斯帝國教育部的政策而辭職抗議。同年他被邀請前往瑞典斯德哥爾摩任職，但並未接受。1912年列別捷夫在莫斯科逝世。

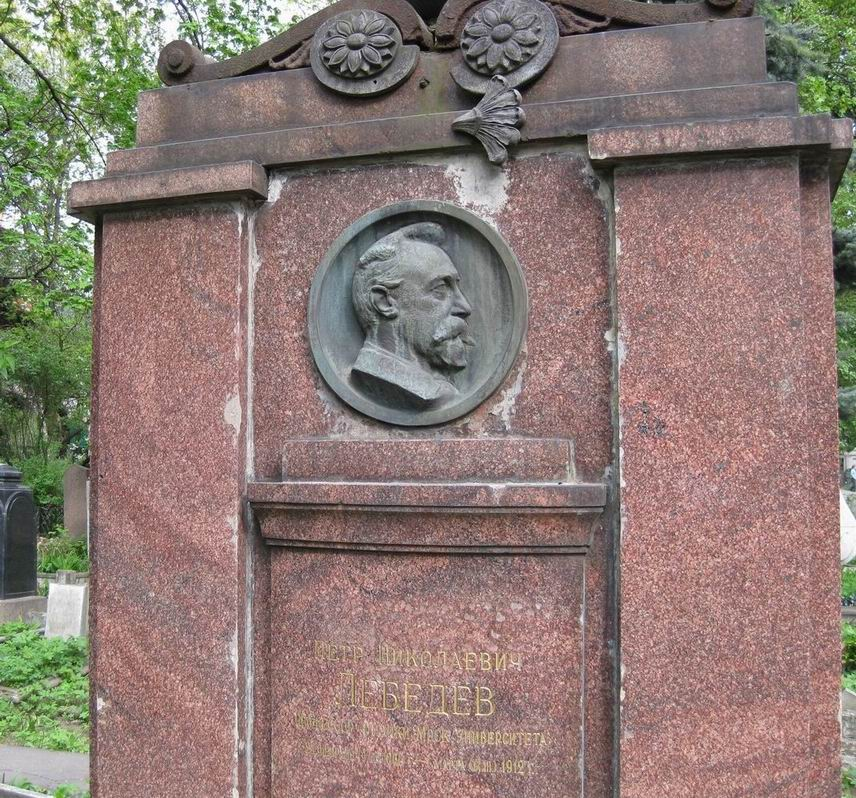
新圣女公墓內的列別捷夫墓碑。

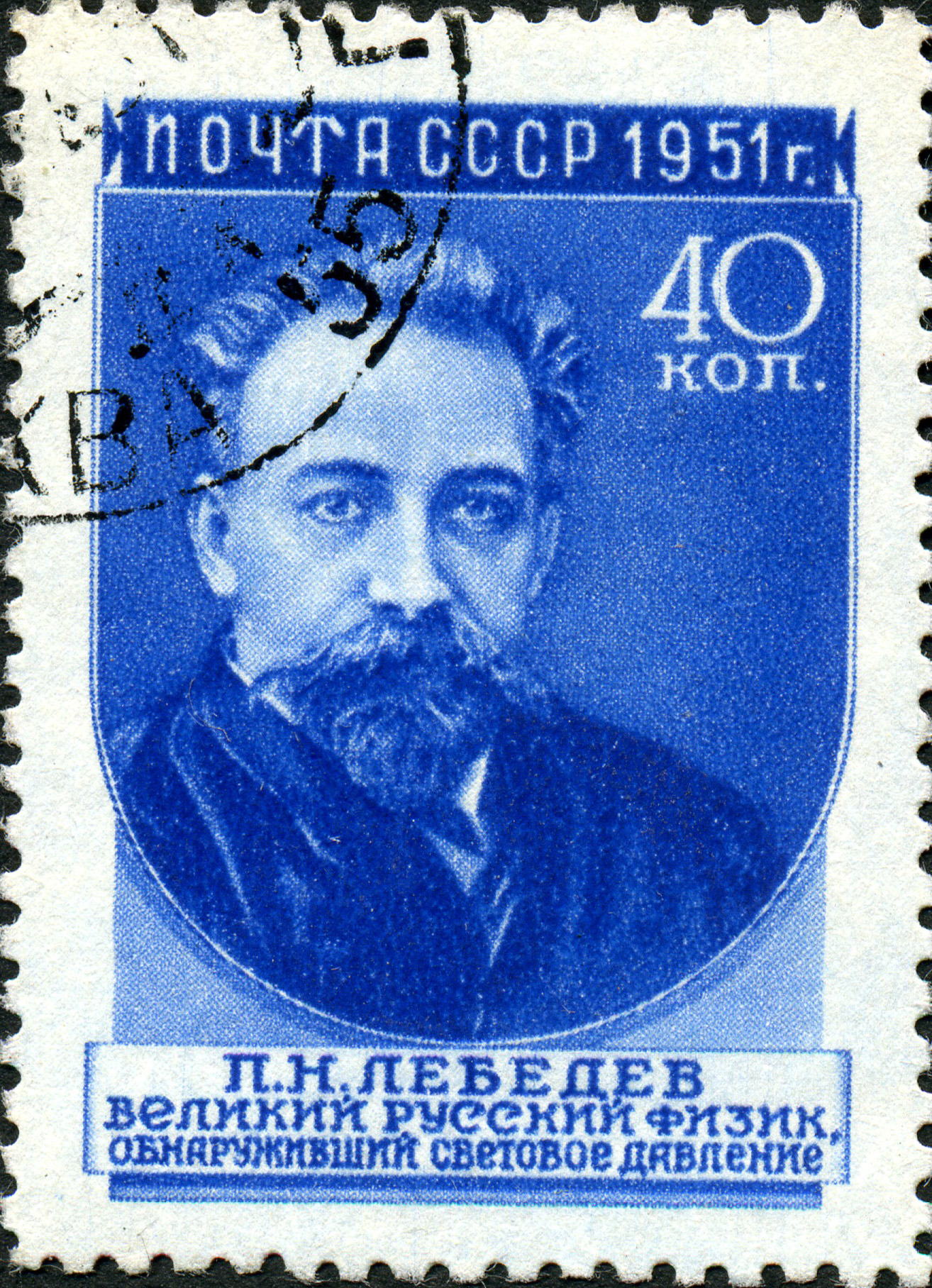
1951年蘇聯紀念郵票。

## 命名事物
- 位於莫斯科的列別捷夫物理研究所
- 月球上的列別捷夫環形山
- 彼得·列別捷夫號研究船（英语：Pyotr Lebedev (research vessel)）

## 外部連結
- 蘇聯大百科全書介紹